# Neostauropus brunnea
Neostauropus brunnea är en fjärilsart som beskrevs av Alexander Schintlmeister 1981. Neostauropus brunnea ingår i släktet Neostauropus och familjen tandspinnare. Inga underarter finns listade i Catalogue of Life.